# Isla Rocuant
La Marisma Isla Rocuant o De Los Reyes, comúnmente conocida como Isla Rocuant, se encuentra ubicada en la comuna de Talcahuano, Región del Bío-Bío, Chile; está compuesta por una gran playa y marisma, de suelo arenoso; no es una isla propiamente tal. Originalmente su nombre era Isla De Los Reyes, cuando perteneció a los jesuitas, a mediados del siglo XVII; luego de la expulsión de la orden del país en 1767, fue rematada por José de Urrutia Mendiburu; cuando fue adquirida por el médico de origen francés Dionisio Rocuant Cassaubat (1720-1804), quien fuera administrador de las boticas de los jesuitas en Concepción, cambia a su nombre actual.
Este humedal pertenece a las Cuencas costeras e islas entre ríos Itata y Biobío, ítem 82 del Anexo:Inventario de cuencas de Chile (BNA).: 4–111 

## Humedal Rocuant – Andalién
En la actualidad corresponde a unas 2.000 Hectáreas y sus límites son: la Bahía de Concepción al Norte, el Río Andalién en el Este, los canales El Morro e Ifarle, ambos cercanos al área urbana, en el Oeste, y las Lomas de San Sebastián y el Aeropuerto al Sur.
Presenta características de estuario intermareal tipo marisma con influencia ribereña permanente y temporal. Esto quiere decir, que el humedal se extiende “entre mares”, ya que originalmente la Bahía de San Vicente en el Oeste y la Bahía de Concepción al Noreste, estaban conectadas por el humedal, razón por la cual son terrenos llanos, aquí predomina la vegetación herbácea que crece en el agua, presentándose tanto recursos de agua dulce, salada y salobre.

## Las Aves del Humedal
La Marisma Isla Rocuant es un lugar de gran importancia para la avifauna que habita en sus playas, humedales y estuarios. Es aquí donde se encuentran algunas especies en peligro de extinción a nivel nacional, como el Cuervo de Pantano (Plegadis chihí) y el Cisne Coscoroba (Coscoroba coscoroba), y otras a nivel mundial, como el Gaviotín Elegante (Thalasseus elegans) y el Pelícano (Pelecanus thagus). También es un sitio importante para la migración de muchas especies provenientes de Norteamérica, como la Gaviota de Franklin (Leucophaeus pipixcan), el Zarapito Común (Numenius phaeopus) o el Rayador (Rynchops niger), de hecho, más del 1% a nivel mundial de estas especies se congregan en el humedal regularmente.

## Historia reciente
En su extremo noroeste la Isla Rocuant limita con el Canal El Morro, sector en el cual se encuentran varias pesqueras, de las cuales solo algunas están operativas hoy en día, pero hace más de 20 años atrás estaban en su apogeo, y al no existir un control sobre los desechos vertidos a las aguas se contaminó de forma severa una parte de la Isla y el Canal, convirtiéndose en un foco de infecciones y mal olor; en 1990 este sector fue declarado como uno de los lugares más contaminados del mundo. 
Tras el terremoto y tsunami del 27 de febrero de 2010, una parte de la isla se convirtió en un verdadero vertedero clandestino y depósito de escombros; posterior al 27 F la Isla sería limpiada en medio de la reconstrucción de Talcahuano.
En el año 2014 se dio a conocer la noticia de que se retirarían más de 250 toneladas de escombros y basura que se encontraban en la isla, trabajo que fue terminado ese mismo año en el aniversario número 250 de Talcahuano.
Actualmente la Isla Rocuant se encuentra descontaminada y parcialmente libre de basura; es un lugar donde habitan animales silvestres y esta catalogada como Sitio IBA (Important Bird Area) o AICA (Áreas Importantes para la Conservación de las Aves).